# Elecciones locales de Cali de 2023
Las elecciones locales de Cali de 2023 se llevaron a cabo el domingo 29 de octubre de 2023 en la ciudad de Cali, donde serán elegidos los siguientes cargos que tomarán posesión el 1 de enero de 2024 para un período de cuatro años:
- Alcalde de Cali.
- 21 miembros del Concejo Municipal.
- 333 Ediles de Juntas Administradoras Locales de 22 comunas y 15 corregimientos.

## Legislación
Según la Constitución de Colombia, pueden ejercer su derecho a sufragio los ciudadanos mayores 18 años de edad que no hagan parte de la Fuerza Pública, no estén en un proceso de interdicción, y que no hayan sido condenados. Las personas que se encuentran en centros de reclusión, tales como cárceles o reformatorios, podrán votar en los establecimientos que determine la Registraduría Nacional. La inscripción en el registro civil no es automática, el ciudadano debe dirigirse a la sede regional de la Registraduría para inscribir su identificación personal en un puesto de votación.
La Ley 136 de 1994 establece que para ser elegido alcalde se requiere ser ciudadano colombiano en ejercicio y haber nacido o ser residente del respectivo municipio o de la correspondiente área metropolitana durante un año anterior a la fecha de inscripción o durante un período mínimo de tres años consecutivos en cualquier época. El alcalde se elige por mayoría simple, sin tener en cuenta la diferencia de votos con relación a quien obtenga el segundo lugar. Sin embargo, actualmente se encuentra en trámite en el Congreso de la República un proyecto de reforma constitucional que establece la segunda vuelta para la elección del mandatario de la ciudad.
Está prohibido para los funcionarios públicos del Distrito difundir propaganda electoral a favor o en contra de cualquier partido, agrupación o movimiento político, a través de publicaciones, estaciones de televisión y de radio o imprenta pública, según la Constitución y la Ley Estatutaria de Garantías Electorales. También les está expresamente prohibido acosar, presionar, o determinar, en cualquier forma, a subalternos para que respalden alguna causa, campaña o controversia política.
Los organismos encargados de velar administrativamente por el evento son la Registraduría Nacional del Estado Civil y el Consejo Nacional Electoral.

### Voto en blanco
De acuerdo con la sentencia C-490 de 2011 de la Corte Constitucional de Colombia, que declaró la exequibilidad de la Ley 1475 (Reforma Política), el voto en blanco es «una expresión política de disentimiento, abstención o inconformidad, con efectos políticos» y agrega que «el voto en blanco constituye una valiosa expresión del disenso a través del cual se promueve la protección de la libertad del elector. Como consecuencia de este reconocimiento la Constitución le adscribe una incidencia decisiva en procesos electorales orientados a proveer cargos unipersonales y de corporaciones públicas de elección popular».

De acuerdo con el artículo 9 del Acto Legislativo 01 de 2009, en caso de victoria del voto en blanco,
"Deberá repetirse por una sola vez la votación para elegir miembros de una corporación pública, gobernador, alcalde o la primera vuelta en las elecciones presidenciales, cuando el total de los votos válidos, los votos en blanco constituyan la mayoría. Tratándose de elecciones unipersonales no podrán presentarse los mismos candidatos, mientras que en las corporaciones públicas no se podrán presentar a las nuevas elecciones las listas que no hayan alcanzado el umbral".
Según lo anterior, si en la repetición de las votaciones llegara a ganar nuevamente el voto en blanco, quedaría como ganador el candidato que alcanzó la mayoría de votos válidos en el certamen electoral. Por lo cual, se elegirá el segundo puesto en votos. La Corte Constitucional, en sentencia C-490 de 2011 declaró inexequible la norma de la Reforma Política que ordenaba repetir elecciones «cuando el voto en blanco obtenga más votos que el candidato o lista que haya sacado la mayor votación» y en consecuencia la mayoría necesaria para repetir la elección es mayoría absoluta, es decir el 50% más 1 de los votos válidos, y no mayoría simple.

## Candidatos
A continuación un listado de las personas que oficializaron su candidatura a la Alcaldía de Cali.
| Partido y/o Coalición | Partido y/o Coalición | Partido y/o Coalición | Candidato | Candidato                                                      | Cargos públicos | Ref.   |
| --------------------- | --------------------- | --- | --------- | -------------------------------------------------------------- | --- | ------ |
|                       |                       | Liga de Gobernantes Anticorrupción Lema de campaña: Cali pacífica inteligente                                                                                                |           | Wilfredo Pardo Herrera ¿? Ingeniero Civil                      | - Sin cargos públicos previos. | [ 6 ]  |
|                       |                       | G.S.C ReVivamos Cali Partidos: Partido Conservador Cambio Radical Nuevo Liberalismo Colombia Renaciente G.S.C Cali Caleñísima G.S.C SOS Cali Lema de campaña: Revivamos Cali |           | Alejandro Éder Garcés (46 años) Politólogo                     | - Alto Consejero para la Reintegración (2010-2014) - Candidato a la Alcaldía de Cali (2019)                                                             | [ 7 ]  |
|                       |                       | G.S.C Un Renacer por Cali Lema de campaña: Orden y autoridad |           | Miyerlandi Torres Agredo (48 años) Bacterióloga                | - Secretaria de Salud Pública de Cali (2020-2022) | [ 8 ]  |
|                       |                       | Partido Fuerza Ciudadana Lema de campaña: Cali segura para la vida |           | Edilson Huérfano Ordóñez (48 años) Sacerdote                   | - Sin cargos públicos previos. | [ 9 ]  |
|                       |                       | G.S.C Firme con Cali Partidos: Partido Liberal Lema de campaña: Otra Cali sí es posible                                                                                      |           | Roberto Ortiz Urueña (63 años) Empresario                      | - Representante a la Cámara (2014-2018) - Senador de la República (2018) - Candidato a la Alcaldía de Cali (2015 y 2019) - Concejal de Cali (2020-2023) | [ 10 ] |
|                       |                       | Partido Gente en Movimiento Lema de campaña: Todo por Cali |           | Heriberto Escobar González (46 años) Administrador de Empresas | - Representante a la Cámara (2010-2014) | [ 11 ] |
|                       |                       | Pacto Histórico Lema de campaña: Vamos a lo seguro por Cali |           | Danis Antonio Rentería Chala (52 años) Abogado                 | - Concejal de Cali (2016) - Secretario de Paz y Cultura de Cali (2020-2022)                                                                             | [ 12 ] |
|                       |                       | Partido Independientes Lema de campaña: Vamos con toda, Cali |           | Deninson Mendoza Ramos (43 años) Mercadólogo                   | - Secretario de Desarrollo Económico y Competitividad del Valle del Cauca (2016-2019) - Gerente de Telemedellín (2021-2022)                             | [ 13 ] |

## Encuestas
| Fecha                                                                            | Encuestador            | Candidato     | Candidato        | Candidato         | Candidato      | Candidato        | Candidato   | Candidato           | Candidato     | Candidato      | Candidato         | Candidato    | Candidato      | Candidato | Candidato        | Candidato       | Candidato | Estadísticas | Estadísticas   |   |   |      |         |
| Alejandro Eder                                                                   | Diana Rojas            | Roberto Ortiz | Deninson Mendoza | Miyerlandi Torres | Danis Rentería | Edilson Huérfano | Wilson Ruiz | Armando Aristizábal | Javier Garcés | Wilfredo Pardo | Heriberto Escobar | Eder Arrieta | Voto en blanco | Ninguno   | Indeciso (Ns/Nr) | Margen de error | Fuente    |              |                |   |   |      |         |
| -------------------------------------------------------------------------------- | ---------------------- | ------------- | ---------------- | ----------------- | -------------- | ---------------- | ----------- | ------------------- | ------------- | -------------- | ----------------- | ------------ | -------------- | --------- | ---------------- | --------------- | --------- | ------------ | -------------- | - | - | ---- | ------- |
| 01/08/2023                                                                       | Mosqueteros            | 11,9%         | 8,4%             | 32,0%             | 1,1%           | 12,8%            | 2,9%        | 0,4%                | 11,4%         | 1,7%           | 1,0%              | 0,3%         | 1,2%           | Ninguno   | Indeciso (Ns/Nr) | Margen de error | Fuente    | 0,0%         | 14,8%          | - | - | 2,8% | W Radio |
| 03/08/2023                                                                       | CNC                    | 15,8%         | 14,0%            | 26,1%             | 2,3%           | 9,1%             | 0,0%        | 2,0%                | 3,5%          | 0,0%           | 0,0%              | 0,0%         | 0,0%           | 0,0%      | 10,0%            | 10,3%           | 6,9%      | 4,3%         | Semana         |   |   |      |         |
| 06/08/2023                                                                       | Guarumo y EcoAnalítica | 16,5%         | 13,2%            | 27,6%             | 1,7%           | 8,6%             | 0,0%        | 4,4%                | 5,0%          | 0,0%           | 0,4%              | 1,3%         | 0,4%           | 0,0%      | 7,4%             | -               | 13,5%     | 3,0%         | Guarumo        |   |   |      |         |
| 14/08/2023                                                                       | Analizar & Lombana     | 15,4%         | 9,9%             | 23,4%             | 2,0%           | 6,9%             | 2,1%        | 1,5%                | 1,5%          | 0,0%           | 0,7%              | 0,4%         | 0,6%           | 0,0%      | 13,8%            | -               | 19,2%     | 3,2%         | Analizar       |   |   |      |         |
| 22/08/2023                                                                       | CNC                    | 9,7%          | 6,8%             | 22,9%             | 1,8%           | 9,1%             | 3,5%        | 2,1%                | 1,3%          | 0,1%           | 3,4%              | 0,1%         | 1,1%           | 2,3%      | 16,8%            | 8,8%            | 10,2%     | 4,5%         | El País        |   |   |      |         |
| 27/08/2023                                                                       | Invamer                | 15,8%         | 10,7%            | 43,8%             | 1,6%           | 7,7%             | 4,5%        | 2,0%                | 3,4%          | 2,4%           | 0,1%              | 0,0%         | 0,9%           | 0,0%      | 7,2%             | -               | 19,2%     | 5,6%         | El Espectador  |   |   |      |         |
| Javier Garcés y Eder Arrieta retiran sus candidaturas el 6 de septiembre de 2023 |                        |               |                  |                   |                |                  |             |                     |               |                |                   |              |                |           |                  |                 |           |              |                |   |   |      |         |
| 07/09/2023                                                                       | GAD3                   | 15,4%         | 14,3%            | 43,6%             | 1,1%           | 8,5%             | 6,9%        | 0,0%                | 1,4%          | 0,0%           | -                 | 0,0%         | 0,5%           | -         | 10,0%            | 7,8%            | -         | -            | RCN Radio      |   |   |      |         |
| Armando Aristizabal retira su candidatura el 11 de septiembre de 2023            |                        |               |                  |                   |                |                  |             |                     |               |                |                   |              |                |           |                  |                 |           |              |                |   |   |      |         |
| 13/09/2023                                                                       | Guarumo y EcoAnalítica | 17,4%         | 10,5%            | 22,8%             | 1,1%           | 3,2%             | 8,1%        | 1,7%                | 0,7%          | -              | -                 | 1,1%         | 0,1%           | -         | 10,7%            | -               | 18,0%     | 3,7%         | Semana         |   |   |      |         |
| 16/09/2023                                                                       | Mosqueteros            | 17,2%         | 10,1%            | 35,1%             | 0,9%           | 20,3%            | 9,1%        | 1,5%                | 0,2%          | -              | -                 | 0,2%         | 1,1%           | -         | 3,3%             | -               | -         | 2,8%         | W Radio        |   |   |      |         |
| 18/09/2023                                                                       | MM Consultores         | 14,6%         | 6,9%             | 32,4%             | 0,5%           | 8,2%             | 3,4%        | 0,8%                | 0,5%          | -              | -                 | 0,3%         | 0,5%           | -         | 24,2%            | -               | 7,6%      | 4,0%         | MM Consultor   |   |   |      |         |
| 19/09/2023                                                                       | CNC                    | 16,0%         | 11,0%            | 18,0%             | 6,0%           | 5,0%             | 4,0%        | 3,0%                | 2,0%          | -              | -                 | 0,0%         | 0,0%           | -         | 5,0%             | 6,0%            | 17,0%     | 4,5%         | El Tiempo      |   |   |      |         |
| 22/09/2023                                                                       | Emporia CyA            | 16,5%         | 10,9%            | 28,4%             | 6,1%           | 6,9%             | 4,3%        | 1,8%                | 1,8%          | -              | -                 | 0,0%         | 1,8%           | -         | 6,7%             | -               | 12,7%     | 3,3%         | Emporia        |   |   |      |         |
| 25/09/2023                                                                       | Atlas Intel            | 26,6%         | 2,2%             | 24,8%             | 2,7%           | 4,3%             | 7,2%        | 7,1%                | 0,5%          | -              | -                 | 0,0%         | 0,9%           | -         | 13,0%            | -               | 10,7%     | 3,0%         | La Silla Vacía |   |   |      |         |
| 26/09/2023                                                                       | Invamer                | 23,1%         | 13,1%            | 33,6%             | 2,7%           | 6,8%             | 7,1%        | 4,2%                | 1,8%          | -              | -                 | 0,0%         | 0,8%           | -         | 3,7%             | -               | 19,4%     | 5,4%         | Semana         |   |   |      |         |
| Diana Rojas retira su candidatura el 27 de septiembre de 2023                    |                        |               |                  |                   |                |                  |             |                     |               |                |                   |              |                |           |                  |                 |           |              |                |   |   |      |         |
| 01/10/2023                                                                       | Mosqueteros            | 11,8%         | -                | 40,7%             | 0,2%           | 24,9%            | 3,0%        | 1,1%                | 0,4%          | -              | -                 | 0,0%         | 1,0%           | -         | 16,9%            | -               | -         | 2,8%         | W Radio        |   |   |      |         |
| 02/10/2023                                                                       | Emporia CyA            | 25,7%         | -                | 34,2%             | 6,2%           | 6,6%             | 5,4%        | 2,1%                | 1,6%          | -              | -                 | 0,0%         | 0,9%           | -         | 6,3%             | -               | 8,7%      | 3,3%         | Emporia        |   |   |      |         |
| 05/10/2023                                                                       | GAD3                   | 25,5%         | -                | 38,7%             | 2,5%           | 11,1%            | 8,2%        | 0,0%                | 0,0%          | -              | -                 | 0,0%         | 0,0%           | -         | 8,6%             | -               | -         | 5,0%         | RCN            |   |   |      |         |
| 06/10/2023                                                                       | Guarumo y EcoAnalítica | 38,7%         | -                | 27,5%             | 6,3%           | 12,1%            | 0,0%        | 2,9%                | 0,0%          | -              | -                 | 0,0%         | 1,3%           | -         | 11,2%            | -               | -         | 3,7%         | El País        |   |   |      |         |
| 08/10/2023                                                                       | Mosqueteros            | 7,9%          | -                | 44,3%             | 0,2%           | 28,8%            | 3,6%        | 0,3%                | 0,2%          | -              | -                 | 0,2%         | 0,6%           | -         | 14,0%            | -               | -         | 2,8%         | JPG IM         |   |   |      |         |
| 10/10/2023                                                                       | MM Consultores         | 23,5%         | -                | 36,7%             | 0,8%           | 11,6%            | 8,2%        | 1,4%                | 0,6%          | -              | -                 | 0,8%         | 0,6%           | -         | 13,0%            | -               | 2,6%      | 4,4%         | MM Consultor   |   |   |      |         |
| 10/10/2023                                                                       | GAD3                   | 27,2%         | -                | 37,1%             | 2,1%           | 11,6%            | 7,5%        | 0,0%                | 0,0%          | -              | -                 | 0,0%         | 0,0%           | -         | 8,7%             | -               | -         | 4,9%         | RCN            |   |   |      |         |
| Wilson Ruiz retira su candidatura el 11 de octubre de 2023                       |                        |               |                  |                   |                |                  |             |                     |               |                |                   |              |                |           |                  |                 |           |              |                |   |   |      |         |
| 11/10/2023                                                                       | GAD3                   | 28,8%         | -                | 35,6%             | 2,7%           | 10,7%            | 8,1%        | 0,0%                | -             | -              | -                 | 0,0%         | 0,0%           | -         | 8,4%             | -               | -         | 4,9%         | Noticias RCN   |   |   |      |         |
| 12/10/2023                                                                       | GAD3                   | 30,0%         | -                | 33,8%             | 3,7%           | 10,1%            | 9,7%        | 0,0%                | -             | -              | -                 | 0,0%         | 0,0%           | -         | 8,3%             | -               | -         | 4,9%         | Noticias RCN   |   |   |      |         |
| 12/10/2023                                                                       | Atlas Intel            | 30,4%         | -                | 24,7%             | 2,0%           | 4,1%             | 8,7%        | 4,5%                | -             | -              | -                 | 0,0%         | 0,3%           | -         | 7,7%             | -               | 15,6%     | 3,0%         | La Silla Vacía |   |   |      |         |
| 13/10/2023                                                                       | GAD3                   | 30,3%         | -                | 33,3%             | 4,0%           | 9,4%             | 10,3%       | 0,0%                | -             | -              | -                 | 0,0%         | 0,0%           | -         | 8,4%             | -               | -         | 3,5%         | Semana         |   |   |      |         |
| 14/10/2023                                                                       | Emporia CyA            | 30,5%         | -                | 31,4%             | 7,7%           | 10,1%            | 5,3%        | 1,3%                | -             | -              | -                 | 0,0%         | 0,2%           | -         | 7,1%             | -               | 4,1%      | 3,3%         | Emporia        |   |   |      |         |
| 16/10/2023                                                                       | GAD3                   | 29,3%         | -                | 33,8%             | 3,2%           | 10,7%            | 10,0%       | 0,0%                | -             | -              | -                 | 0,0%         | 0,0%           | -         | 8,6%             | -               | -         | 3,2%         | Noticias RCN   |   |   |      |         |
| 16/10/2023                                                                       | Mosqueteros            | 14,7%         | -                | 47,3%             | 0,1%           | 30,2%            | 1,5%        | 0,3%                | -             | -              | -                 | 0,0%         | 0,4%           | -         | 5,6%             | -               | -         | 2,8%         | JPG IM         |   |   |      |         |
| 17/10/2023                                                                       | GAD3                   | 29,6%         | -                | 33,9%             | 3,5%           | 10,0%            | 10,7%       | 0,0%                | -             | -              | -                 | 0,0%         | 0,0%           | -         | 8,9%             | -               | -         | 3,2%         | El Tiempo      |   |   |      |         |
| 18/10/2023                                                                       | GAD3                   | 28,9%         | -                | 34,9%             | 3,5%           | 9,8%             | 10,1%       | 0,0%                | -             | -              | -                 | 0,0%         | 0,0%           | -         | 9,3%             | -               | -         | 2,8%         | La FM          |   |   |      |         |
| 19/10/2023                                                                       | GAD3                   | 28,7%         | -                | 36,2%             | 3,3%           | 9,2%             | 9,4%        | 0,0%                | -             | -              | -                 | 0,0%         | 0,0%           | -         | 9,6%             | -               | -         | 2,7%         | La FM          |   |   |      |         |
| 19/10/2023                                                                       | CNC                    | 32,0%         | -                | 28,0%             | 2,0%           | 5,0%             | 4,0%        | 3,0%                | -             | -              | -                 | 0,0%         | 4,0%           | -         | 5,0%             | 6,0%            | 10,0%     | 4,5%         | El Tiempo      |   |   |      |         |
| 20/10/2023                                                                       | GAD3                   | 28,8%         | -                | 36,9%             | 3,1%           | 9,0%             | 8,8%        | 0,0%                | -             | -              | -                 | 0,0%         | 0,0%           | -         | 9,7%             | -               | -         | 2,7%         | La FM          |   |   |      |         |
| 23/10/2023                                                                       | GAD3                   | 29,2%         | -                | 37,2%             | 2,9%           | 9,3%             | 8,6%        | 0,0%                | -             | -              | -                 | 0,0%         | 0,0%           | -         | 8,8%             | -               | -         | 2,6%         | Noticias RCN   |   |   |      |         |
| 23/10/2023                                                                       | Invamer                | 27,6%         | -                | 35,5%             | 2,3%           | 9,1%             | 11,1%       | 2,6%                | -             | -              | -                 | 0,8%         | 0,5%           | -         | 10,3%            | -               | 9,0%      | 3,6%         | Infobae        |   |   |      |         |
| 24/10/2023                                                                       | GAD3                   | 29,9%         | -                | 36,4%             | 3,3%           | 9,0%             | 9,0%        | 0,0%                | -             | -              | -                 | 0,0%         | 0,0%           | -         | 8,2%             | -               | -         | 2,5%         | Noticias RCN   |   |   |      |         |
| 25/10/2023                                                                       | GAD3                   | 30,4%         | -                | 36,0%             | 3,1%           | 8,9%             | 8,7%        | 0,0%                | -             | -              | -                 | 0,0%         | 0,0%           | -         | 8,5%             | -               | -         | 2,5%         | Noticias RCN   |   |   |      |         |
| 25/10/2023                                                                       | Mosqueteros            | 19,2%         | -                | 32,7%             | 1,0%           | 26,3%            | 1,2%        | 1,3%                | -             | -              | -                 | 0,5%         | 0,5%           | -         | 16,7%            | -               | -         | 2,8%         | JPG IM         |   |   |      |         |
| 25/10/2023                                                                       | Guarumo y EcoAnalítica | 33,1%         | -                | 32,2%             | 4,3%           | 6,5%             | 9,7%        | 2,4%                | -             | -              | -                 | 1,0%         | 6,0%           | -         | 4,8%             | -               | -         | 3,7%         | Guarumo        |   |   |      |         |
| 25/10/2023                                                                       | MM Consultores         | 25,1%         | -                | 38,7%             | 2,2%           | 13,0%            | 9,6%        | 1,0%                | -             | -              | -                 | 0,4%         | 0,4%           | -         | 7,4%             | -               | 2,0%      | 4,4%         | MM Consultor   |   |   |      |         |
| 26/10/2023                                                                       | GAD3                   | 31,7%         | -                | 35,3%             | 3,4%           | 8,6%             | 8,8%        | 0,0%                | -             | -              | -                 | 0,0%         | 0,0%           | -         | 8,0%             | -               | -         | 2,5%         | La FM          |   |   |      |         |
| 26/10/2023                                                                       | Emporia CyA            | 32,8%         | -                | 31,7%             | 7,8%           | 8,7%             | 8,1%        | 1,3%                | -             | -              | -                 | 0,0%         | 1,1%           | -         | 4,1%             | -               | -         | 3,3%         | La FM          |   |   |      |         |
| 26/10/2023                                                                       | Atlas Intel            | 30,1%         | -                | 25,3%             | 3,2%           | 5,4%             | 9,9%        | 5,4%                | -             | -              | -                 | 0,0%         | 1,6%           | -         | 5,6%             | -               | 12,5%     | 3,0%         | La Silla Vacía |   |   |      |         |
| 27/10/2023                                                                       | CNC                    | 35,0%         | -                | 35,0%             | 3,0%           | 7,0%             | 5,0%        | 3,0%                | -             | -              | -                 | 0,0%         | 1,0%           | -         | 8,0%             | -               | -         | 4,4%         | Canal 1        |   |   |      |         |
| 27/10/2023                                                                       | GAD3                   | 35,5%         | -                | 37,1%             | 3,4%           | 7,0%             | 6,6%        | 0,0%                | -             | -              | -                 | 0,0%         | 0,0%           | -         | 7,7%             | -               | -         | 2,5%         | Noticias RCN   |   |   |      |         |

## Concejo Distrital
| Partido o Coalición                                                                | Tipo    | Candidato más votado         | Votos   | Porcentaje | Curules |
| ---------------------------------------------------------------------------------- | ------- | ---------------------------- | ------- | ---------- | ------- |
| Partido de Unión por la Gente                                                      | Abierta | Audry María Toro Echavarria  | 105.801 | 14,04%     | 4/21    |
| Partido Liberal Colombiano                                                         | Abierta | Carlos Hernando Pinilla Malo | 85.764  | 11,38%     | 3/21    |
| Pacto Histórico                                                                    | Cerrada | Lista Cerrada                | 83.041  | 11,02%     | 3/21    |
| Partido Alianza Verde                                                              | Abierta | Flower Enrique Rojas         | 82.584  | 10,96%     | 3/21    |
| Partido Centro Democrático                                                         | Abierta | Rafael Andrés Escobar        | 64.440  | 8,55%      | 2/21    |
| Partido Cambio Radical                                                             | Abierta | Edinson Lucumi               | 48.659  | 6,46%      | 2/21    |
| Partido Conservador Colombiano                                                     | Abierta | Marlon Andres Cubillos       | 40.787  | 5,41%      | 1/21    |
| Archivo:LogoDignidadyCompromiso2.png Coalición CALI NOS UNE ASI - MIRA - ENM - D&C | Abierta | Edison Alberto Giraldo Hoyos | 31.467  | 4,17%      | 1/21    |
| Partido Colombia Renaciente                                                        | Abierta | Daniella Plaza Saldarriaga   | 30.603  | 4,06%      | 1/21    |
| Partido Independientes                                                             | Abierta | Jose Harbey Hurtado          | 21.575  | 2,86%      | 0/21    |
| Partido La Fuerza de la Paz                                                        | Abierta | Luis Carlos Aldana           | 17.801  | 2,36%      | 0/21    |
| Coalición NL - CJL - NFD                                                           | Abierta | Natalia Lasso                | 6.011   | 0,79%      | 0/21    |
| Partido Fuerza Ciudadana                                                           | Abierta | Stiven Patiño Vargas         | 5.151   | 0,68%      | 0/21    |
| Partido Verde Oxígeno                                                              | Abierta | Fausto Yamid Fernandez       | 4.706   | 0,62%      | 0/21    |
| Partido Liga de Gobernantes Anticorrupción                                         | Abierta | Jhon Jairo Medina Gaviria    | 4.153   | 0,55%      | 0/21    |
| Partido Ecologista Colombiano                                                      | Abierta | Jonathan de la Cruz          | 1.285   | 0,17%      | 0/21    |
| Partido Creemos                                                                    | Cerrada | Lista Cerrada                | 1.196   | 0,15%      | 0/21    |
| Votos Válidos                                                                      |         |                              |         |            |         |
| Votos blancos                                                                      |         |                              |         |            |         |
| Votos nulos                                                                        |         |                              |         |            |         |
| Tarjetas no marcadas                                                               |         |                              |         |            |         |
| Total votos                                                                        |         |                              |         |            |         |

     – Partidos que no superaron el umbral (--- votos).

## Juntas Administradoras Locales
| Partido o Coalición                                                | Votos | Porcentaje | Curules |
| ------------------------------------------------------------------ | ----- | ---------- | ------- |
| Partido Liberal Colombiano                                         |       |            | 0/333   |
| Partido de la Unión por la Gente                                   |       |            | 0/333   |
| Partido Centro Democrático                                         |       |            | 0/333   |
| Partido Cambio Radical                                             |       |            | 0/333   |
| Archivo:LogoDignidadyCompromiso2.png Partido Dignidad & Compromiso |       |            | 0/333   |
| Partido Demócrata Colombiano                                       |       |            | 0/333   |
| Partido Político MIRA                                              |       |            | 0/333   |
| Partido La Fuerza de la Paz                                        |       |            | 0/333   |
| Partido Independientes                                             |       |            | 0/333   |
| Movimiento Alternativo Indígena y Social MAIS                      |       |            | 0/333   |
| Colombia Justa Libres                                              |       |            | 0/333   |
| Partido Alianza Verde                                              |       |            | 0/333   |
| Partido Verde Oxígeno                                              |       |            | 0/333   |
| Partido Ecologista Colombiano                                      |       |            | 0/333   |
| Coalición Pacto Histórico                                          |       |            | 0/333   |
| Votos en blanco                                                    |       |            |         |
| Votos nulos                                                        |       |            |         |
| Tarjetas no marcadas                                               |       |            |         |
| Total votos válidos                                                |       |            |         |

### Distribución de curules por comuna
| Partido o Coalición                                                | C1 | C2 | C3 | C4 | C5 | C6 | C7 | C8 | C9 | C10 | C11 | C12 | C13 | C14 | C15 | C16 | C17 | C18 | C19 | C20 | C21 | C22 | Total |
| ------------------------------------------------------------------ | -- | -- | -- | -- | -- | -- | -- | -- | -- | --- | --- | --- | --- | --- | --- | --- | --- | --- | --- | --- | --- | --- | ----- |
| Partido Centro Democrático                                         |    |    |    |    |    |    |    |    |    |     |     |     |     |     |     |     |     |     |     |     |     |     |       |
| Archivo:LogoDignidadyCompromiso2.png Partido Dignidad & Compromiso |    |    |    |    |    |    |    |    |    |     |     |     |     |     |     |     |     |     |     |     |     |     |       |
| Partido La Fuerza de la Paz                                        |    |    |    |    |    |    |    |    |    |     |     |     |     |     |     |     |     |     |     |     |     |     |       |
| Partido Verde Oxígeno                                              |    |    |    |    |    |    |    |    |    |     |     |     |     |     |     |     |     |     |     |     |     |     |       |
| Partido Colombia Renaciente                                        |    |    |    |    |    |    |    |    |    |     |     |     |     |     |     |     |     |     |     |     |     |     |       |
| Partido Cambio Radical                                             |    |    |    |    |    |    |    |    |    |     |     |     |     |     |     |     |     |     |     |     |     |     |       |
| Colombia Justa Libres                                              |    |    |    |    |    |    |    |    |    |     |     |     |     |     |     |     |     |     |     |     |     |     |       |
| Partido Alianza Verde                                              |    |    |    |    |    |    |    |    |    |     |     |     |     |     |     |     |     |     |     |     |     |     |       |
| Partido Demócrata Colombiano                                       |    |    |    |    |    |    |    |    |    |     |     |     |     |     |     |     |     |     |     |     |     |     |       |
| Partido Liberal Colombiano                                         |    |    |    |    |    |    |    |    |    |     |     |     |     |     |     |     |     |     |     |     |     |     |       |
| Coalición Pacto Histórico                                          |    |    |    |    |    |    |    |    |    |     |     |     |     |     |     |     |     |     |     |     |     |     |       |
| Partido de la Unión por la Gente                                   |    |    |    |    |    |    |    |    |    |     |     |     |     |     |     |     |     |     |     |     |     |     |       |
| Partido Político MIRA                                              |    |    |    |    |    |    |    |    |    |     |     |     |     |     |     |     |     |     |     |     |     |     |       |
| Partido Independientes                                             |    |    |    |    |    |    |    |    |    |     |     |     |     |     |     |     |     |     |     |     |     |     |       |
| Movimiento Alternativo Indígena y Social MAIS                      |    |    |    |    |    |    |    |    |    |     |     |     |     |     |     |     |     |     |     |     |     |     |       |
| Partido Ecologista Colombiano                                      |    |    |    |    |    |    |    |    |    |     |     |     |     |     |     |     |     |     |     |     |     |     |       |
| Total curules                                                      | 9  | 9  | 9  | 9  | 9  | 9  | 9  | 9  | 9  | 9   | 9   | 9   | 9   | 9   | 9   | 9   | 9   | 9   | 9   | 9   | 9   | 9   | 198   |